# Heinrich Albertz

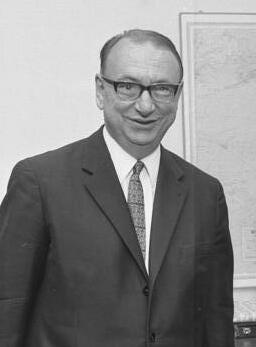
Heinrich Albertz (1966)

Heinrich Ernst Friedrich Albertz (* 22. Januar 1915 in Breslau; † 18. Mai 1993 in Bremen) war ein evangelischer Pastor und ein deutscher Politiker (SPD). Er war von 1966 bis 1967 Regierender Bürgermeister von Berlin. In der 1. bis 3. Wahlperiode war er Mitglied des Niedersächsischen Landtages vom 20. April 1947 bis 14. September 1955.

## Leben und Politik
Heinrich Albertz wuchs in einem Evangelisches Pfarrhaus auf. Er war Sohn des Hofpredigers und Konsistorialrates Hugo Albertz und dessen zweiten Ehefrau Elisabeth, geb. Meinhof. Nach dem Theologiestudium in Breslau, Halle und Berlin wurde Albertz Mitglied der Bekennenden Kirche und praktizierte ab 1939 als Vikar und Pastor in Breslau und Kreutzburg. Kurzzeitig war er Hauslehrer bei den Grafen Castell-Castell auf dem schlesischen Schloss Groß Strehlitz.
Im Sommer 1945 kam Albertz als Leiter kirchlicher und staatlicher Flüchtlingsfürsorgestellen nach Celle. Am 10. Januar 1946 wurde er von der britischen Militärregierung in den ersten Celler Stadtrat nach dem Kriege berufen. 1946 trat er in die SPD ein. Er betätigte sich als „Flüchtlingspfarrer“ und kümmerte sich um die Integration der Menschen, die ihre Heimat verloren hatten. Zusätzlich zu seinem politischen Engagement übernahm er von 1949 bis 1965 den Bundesvorsitz der Arbeiterwohlfahrt (AWO).
Am 9. Juni 1948 wurde er vom niedersächsischen Ministerpräsidenten Hinrich Wilhelm Kopf (SPD) zum Minister für Flüchtlingsangelegenheiten berufen (ab 18. September 1950 Minister für Vertriebene, Sozial- und Gesundheitsangelegenheiten). Im folgenden Kabinett Kopf war er von 1951 bis 1955 niedersächsischer Sozialminister.
Nach dem Ausscheiden aus der niedersächsischen Landesregierung wurde er von Berlins Regierendem Bürgermeister Otto Suhr zum Senatsdirektor in West-Berlin berufen. 1959 wurde er von Suhrs Nachfolger Willy Brandt zum Chef der Senatskanzlei ernannt. 1961 übernahm er das Amt des Senators für Inneres und wurde 1963 zusätzlich Bürgermeister.
Nachdem Willy Brandt am 1. Dezember 1966 als Bundesaußenminister in das Kabinett Kiesinger eintrat, wurde Albertz am 14. Dezember 1966 vom Abgeordnetenhaus von Berlin zum neuen Regierenden Bürgermeister gewählt.
Obwohl er bereits seit 1950 Mitglied des SPD-Parteivorstandes war, verfügte Albertz, anders als sein Vorgänger Brandt, nicht über den uneingeschränkten Rückhalt in seiner Partei. Bei den Wahlen zum Berliner Abgeordnetenhaus am 12. März 1967 gelang ihm mit einem Ergebnis von 56,9 % der Stimmen, trotz eines Verlustes von 5 Prozentpunkten, die Fortsetzung der Regierungskoalition seiner Partei mit der FDP.
Am 2. Juni 1967 kam es wegen des Schah-Besuchs in West-Berlin schon mittags vor dem Schöneberger Rathaus zu Protestdemonstrationen und Zusammenstößen zwischen Schah-Gegnern auf der einen und Polizei sowie „Jubelpersern“ auf der anderen Seite. Um dreiviertel acht am Abend erreichten das Schah-Ehepaar, Bundespräsident Heinrich Lübke und Albertz zu einer Aufführung die Deutsche Oper, vor der sie schon von einer großen ungehaltenen Menge erwartet wurden; die Sicherheitsbeamten hatten Mühe, sich der fliegenden Eier und Tomaten zu erwehren. Albertz befahl daraufhin seinem engen Vertrauten, dem Berliner Polizeipräsidenten Erich Duensing: „Wenn ich herauskomme, ist alles sauber!“
Während der Opernvorstellung wurde um ca. 20 Uhr der Opernvorplatz geräumt, um 20:30 Uhr wurde bei der Verfolgung der flüchtenden Demonstranten der Student Benno Ohnesorg von dem Polizeibeamten Karl-Heinz Kurras erschossen. Noch in der Nacht zum 3. Juni ließ Albertz erklären:

„Die Geduld der Stadt ist am Ende. Einige Dutzend Demonstranten, darunter auch Studenten, haben sich das traurige Verdienst erworben, nicht nur einen Gast der Bundesrepublik Deutschland in der deutschen Hauptstadt beschimpft zu haben, sondern auf ihr Konto gehen auch ein Toter und zahlreiche Verletzte – Polizeibeamte und Demonstranten. Die Polizei, durch Rowdies provoziert, war gezwungen, scharf vorzugehen und von ihren Schlagstöcken Gebrauch zu machen. Ich sage ausdrücklich und mit Nachdruck, dass ich das Verhalten der Polizei billige und dass ich mich durch eigenen Augenschein davon überzeugt habe, dass sich die Polizei bis an die Grenzen der Zumutbarkeit zurückgehalten hat.“

Am 8. Juni sprach er vor dem Abgeordnetenhaus von einer „extremistischen Minderheit“, welche „die Freiheit mißbraucht, um zu ihrem Endziel der Auflösung einer demokratischen Grundordnung zu gelangen“. Ähnlich äußerte er sich noch am 3. September 1967 in einer Rundfunkrede über das Verhalten der studentischen Opposition: „Freiheiten dieser Art führen zu nichts anderem als zu faschistischem Gegendruck und zur Bildung autoritärer Staatsformen. Das haben wir vor 1933 bitter gelernt.“ Jedoch wandelte sich seine Haltung in den Monaten nach dem 2. Juni allmählich, und nach vielen Gesprächen mit Bischof Kurt Scharf bereute er am 15. September 1967 vor dem Abgeordnetenhaus seine nächtliche Rechtfertigung des „scharfen“ Polizeieinsatzes mit den Worten, am schwächsten gewesen zu sein, „als ich am härtesten war, in jener Nacht des 2. Juni,“ weil er damals „objektiv das Falsche“ getan habe. Das war keine Distanzierung vom Handeln der Polizei, sondern von seiner vorherigen pauschalen Ablehnung der studentischen Minderheit als kommunistisch unterwandert. Die rechte Parteimehrheit in der SPD, die schon seit Albertz‘ Vereidigung dessen Sturz angestrebt hatte, sah in dessen glücklosem Agieren seit dem 2. Juni ihre Chance. Im Bündnis mit dem linken Flügel warf sie „ihm sogar seine harte Haltung gegenüber den Studenten vor“ und lehnte Vorschläge Albertz‘ zur Senatsumbesetzung ab. Isoliert von beiden starken Gruppierungen der Berliner SPD, trat er als Regierender Bürgermeister am 26. September 1967 zurück, um nicht „von der eigenen Fraktion aus dem Rathaus Schöneberg getragen“ zu werden. Zu seinem Nachfolger wählte das Abgeordnetenhaus Klaus Schütz.
1970 legte Albertz auch sein Mandat im Berliner Abgeordnetenhaus nieder.
Von 1970 bis 1979 war er in Berlin-Zehlendorf wieder als Pastor tätig. Bundesweit in die Schlagzeilen geriet er noch einmal 1975, als er sich im Rahmen der Lorenz-Entführung bereit erklärte, auf die Forderungen der Entführer einzugehen. Beim Gefangenenaustausch, der mit Zustimmung der Bundesregierung und des Berliner Senats vorgenommen wurde, wirkte er als Geisel der Entführer mit. In den 1970er und frühen 1980er Jahren gehörte er auch zum Kreis der Sprecher der ARD-Sendung Das Wort zum Sonntag.
Er war engagiert in der Friedensbewegung in den 1980er Jahren. So unterstützte er am 10. Oktober 1981 in Bonn die Demonstrationen gegen den NATO-Doppelbeschluss. Am 1. September 1983, dem Antikriegstag, versperrte Albertz zusammen mit dem späteren saarländischen Ministerpräsidenten und damaligen Saarbrücker Oberbürgermeister Oskar Lafontaine, dem Schriftsteller Heinrich Böll und mehreren tausend Demonstranten im Rahmen einer dreitägigen Sitzblockade die Zugänge des US-Militärdepots auf der Mutlanger Heide, das als Stationierungsort von Pershing-II-Mittelstreckenraketen vorgesehen war. 1988 wurde er mit dem Kultur- und Friedenspreis der Villa Ichon in Bremen ausgezeichnet.

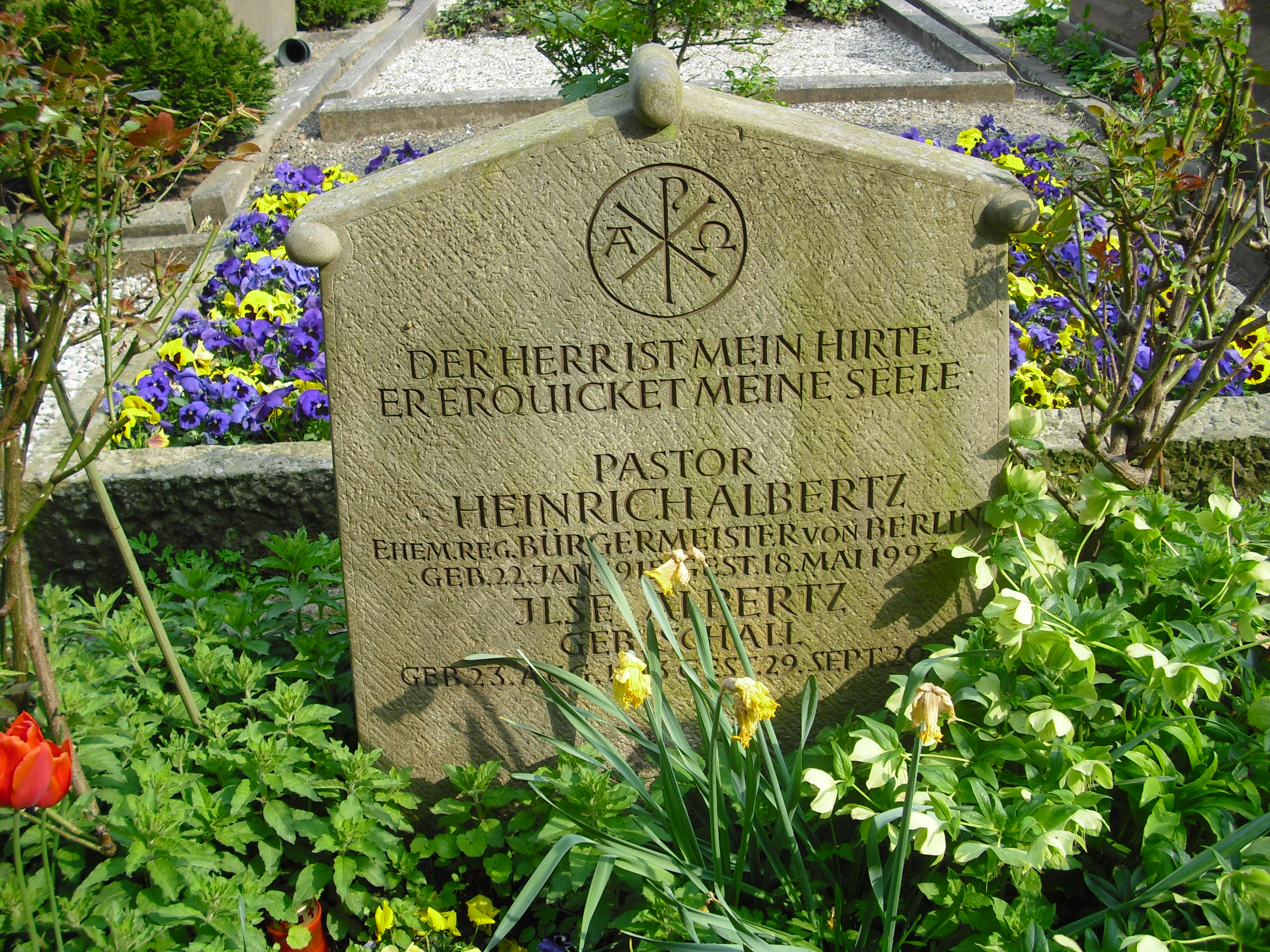
Grab Heinrich Albertz’ auf dem Friedhof Bremen-Horn/Lehe

Albertz war seit dem 1. Juni 1939 mit Ilse Marie Elisabeth Grete geb. Schall verheiratet. Die Eheschließung fand in Breslau im Standesamt IV statt. Aus der Ehe entstammen drei Kinder. Heinrich Albertz starb am 18. Mai 1993 um 07:05 Uhr in seiner Wohnung in der Riekestraße 2 in einem Altenheim der Bremer Heimstiftung in Bremen im Alter von 78 Jahren.
Halbbruder von Heinrich Albertz war der Theologe und Widerstandskämpfer Martin Albertz (1883–1956). Sein Sohn Rainer Albertz (* 1943) ist evangelischer Theologe und emeritierter Professor für das Alte Testament. Er lehrte in Heidelberg, Siegen und Münster.

## Künstlerische Rezeption
Beeinflusst durch die Ereignisse der Studentenbewegung der 1960er Jahre in West-Berlin schuf der Künstler Wolf Vostell 1968 das Bild Heinrich Albertz, eine Verwischung einer Fotografie von Heinrich Albertz als Regierender Bürgermeister von Berlin.
Das Theaterstück Albertz der Autorin Tine Rahel Völcker wurde am 6. Dezember 2008 am Stadttheater Wilhelmshaven uraufgeführt.

## Ehrungen

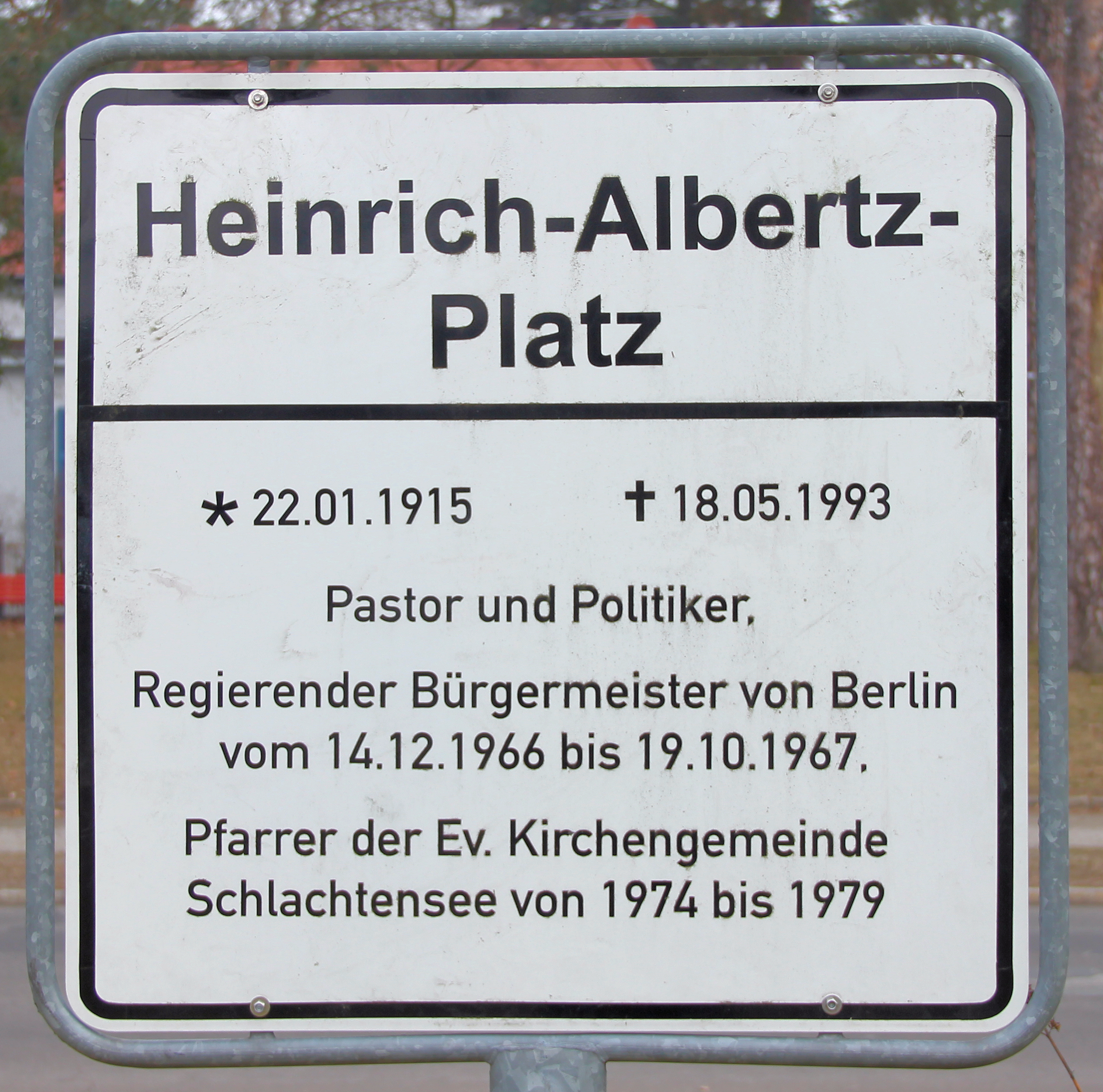
Gedenktafel für Heinrich Albertz

- 1967: Großes Verdienstkreuz mit Stern und Schulterband der Bundesrepublik Deutschland
- 1969: Marie-Juchacz-Plakette der Arbeiterwohlfahrt[18]
- 1975: Carl-von-Ossietzky-Medaille der Internationalen Liga für Menschenrechte
- 1990: Ernst-Reuter-Plakette des Senat von Berlin

## Regierungsämter
- Kabinett Kopf III – Kabinett Kopf IV
- Senat Brandt II – Senat Brandt III – Senat Albertz I – Senat Albertz II

## Werke
- Am Ende des Weges: Nachdenken über das Alter. Kindler, München 1989, ISBN 3-463-40115-0
- Blumen für Stukenbrock: Biographisches. Rowohlt, Reinbek 1989, ISBN 3-499-17772-2
- Dagegen gelebt: von den Schwierigkeiten, ein politischer Christ zu sein, Gespräche mit Gerhard Rein. Rowohlt, Reinbek 1976, ISBN 3-499-14001-2
- (Hrsg.) Christen in der Demokratie (zusammen mit Joachim Thomsen) Zum 65. Geburtstag von Joachim Ziegenrücker. Wuppertal 1978, ISBN 3-87294-129-1
- (Hrsg.) Die Zehn Gebote. Eine Reihe mit Gedanken und Texten. (Hrsg. Wolfgang Erk und Jo Krummacher), 12 Bände. Stuttgart 1985 ff.
- Miserere nobis: eine politische Messe. Knaur, München 1989, ISBN 3-426-04031-X
- Der Wind hat sich gedreht: Gedanken über uns Deutsche. Knaur, München 1993, ISBN 3-426-80002-0
- Die Reise: Vier Tage und siebzig Jahre. Droemer Knaur, München 1987, ISBN 3-426-02362-8: Ein ungewöhnlicher autobiographischer Bericht über eine Reise in die Vergangenheit